# Kreuz München-West
Kreuz München-West is een knooppunt in de Duitse deelstaat Beieren in het noordwesten van de stad München.
Het onvolledig klaverbladknooppunt ten westen van de stad München, vormt samen met de noordwestelijker gelegen Dreieck München-Eschenried A99a de zogenaamde Eschenrieder Spange, de verbinding van de A8 Stuttgart-München met de A99 de ringweg van München.

## Geografie
Het knooppunt ligt in het westen van de stad München. Nabijgelegen stadsdelen zijn Aubing-Lochhausen-Langwied, Allach-Untermenzing en Pasing-Obermenzing. Het knooppunt ligt ongeveer 45 km ten zuidoosten van Augsburg, ongeveer 25 km ten noorden van Starnberg en ongeveer 12 km ten westen van het stadscentrum van München.

## Configuratie
Rijstrook
Nabij het knooppunt hebben beide snelwegen 2x4 rijstroken.
Knooppunt
Het is een onvolledig klaverbladknooppunt, omdat de west-noord klaverbladlus ontbreekt deze connectie loopt via de A99a de Eschenrieder Spange.

## Verkeersintensiteiten
Dagelijks passeren ongeveer 100.000 voertuigen het knooppunt. Dit maakt het knooppunt tot een van de drukste van Beieren.
| Van                          | Naar                         | Gemiddeld aantal voertuigen per dag | Percentage vrachtverkeer |
| ---------------------------- | ---------------------------- | ----------------------------------- | ------------------------ |
| AS München-Langwied (A 8)    | AK München-West              | 40.000                              | 6,0 %                    |
| AK München-West              | AS München-Obermenzing (A 8) | 31.800                              | 4,9 %                    |
| AS München-Lochhausen (A 99) | AK München-West              | 66.900                              | 8,3 %                    |
| AK München-West              | AD München-Allach (A 99)     | 54.700                              | 8,8 %                    |

## Richtingen knooppunt
| Aansluitende wegen                                               | Aansluitende wegen | Aansluitende wegen | Aansluitende wegen | Aansluitende wegen                                    |
| ---------------------------------------------------------------- | ------------------ | ------------------ | ------------------ | ----------------------------------------------------- |
| richting München-Langwied Augsburg / Stuttgart                   |                    |                    |                    | richting München-Ost A9 Neurenberg A8 Salzburg (A)(I) |
|                                                                  |                    |                    |                    |                                                       |
|                                                                  |                    |                    |                    |                                                       |
|                                                                  |                    |                    |                    |                                                       |
| richting München-Lochhausen Garmisch-Partenkirchen Lindau / (CH) |                    |                    |                    | richting München-Zentrum / -Pasing -Obermenzing       |